# 제8군수사령부
제8군수사령부(8th Logistical Command)는 주오스트리아 미군과 주이탈리아 미국 육군을 지원하였던 옛 군수사령부이다.

## 역사
1952년 6월, 제7617 주오스트리아 미군 본부기지(Post, 지금의 캠프 다비), 제7689 주오스트리아 미군 종합창(7689th USFA General Depot)과 함께제9중형항만(9th Medium Port), 창, 항구, 기지는 별도 사령부였다. 이 3개 조직을 전속받고 주오스트리아 미군 지원사령부로 개명되었다.
1955년 10월 25일, 남유럽 태스크포스(SETAF)가 창설되었고, 부대의 지원사령부로 지정되었다.
1959년, USFA 지원사령부로 개명되고, 예하부대로는  제7617지원사령부, 병참분견대, 제21통신중대, 제28기지병원, 제550공병중대, 제69군사경찰중대, 여군중대로 편성되었다. 항만과 창 본부는 폐지되었다.
1960년, 제8군수사령부로 개명되었다.
1969년 7월 23일, 제8군수사령부를 위한 고유부대휘장이 승인되었다. 이후 1976년 3월 16일에 제8지원단의 것으로 재지정되었다.
1965년에 리보르노의 제8지역지원단이 개항했던 리보르노항의 소유권이 이탈리아 정부로 넘겨졌다.
1995년 3월 9일, 제8지원단은 해체되었다. 남유럽의 유일한 미국 육군의 군사창고 운영 임무는 리보르노 지역 지원팀에게 넘겨졌다.

## 부대

### 1959년: USFA 지원사령부
- 제7617지원사령부
- 병참분견대
- 제21통신중대
- 제28기지병원
- 제550공병중대 (창)
- 제69군사경찰중대
- 육군여군대(영어판) (WAC)

### 1989년: 제8지역지원단
- 본부 및 본부중대 - 이탈리아, 캠프 다비(Caserma Darby)
  - 제201물자관리원
  - 제24병참분견대
  - United States National Support Element→미국 국가지원부대?

## 기록

### 소속
1. 주오스트리아 미군; 1950년
2. 남유럽 태스크포스; 1955년 10월 25일

### 계보
1. 1951년, 7656th Logistical Command→제7656군수사령부
2. 1952년, 7617th U.S. Forces Austria Support Command→주오스트리아 미군 제7617군수사령부
3. 1952년 11월, U.S. Forces Austria Support Command→주오스트리아 미군 군수사령부
4. 1955년 10월, USASETAF Logistical Command→남유럽 태스크포스 군수사령부
5. 1959년, USFA Logistical Command SETAF (Field)→남유럽 태스크포스, 주오스트리아 미군 군수사령부
6. 1960년, 8th Logistical Command→제8군수사령부
7. 1976년, 8th Area Support Group→제8지역지원단
8. 19??년, 8th Support Group→제8지원단
9. 19??년, Headquarters and Headquarters company, 8th Area Group→제8지역지원단, 본부 및 본부중대

## 참고
1. 1 2  “8th Support Group - Distinctive Unit Insignia” (영어). the Institute of Heraldry. 2023년 7월 17일에 확인함.
2. ↑  J. King Cruger (1995년 4월 25일). “Darby units 'on their own' Italian base's 8th Support Group will inactivate” (영어). european stars and stripes.

- “USAG Italy Home History - Camp Darby” (영어). USAG Italy Public affair office. 2023년 7월 17일에 확인함.
- “About Camp Darby” (영어). USAG Italy Public affair office. 2023년 6월 6일에 원본 문서에서 보존된 문서. 2023년 7월 17일에 확인함.
- “USFA Support Command”. 《U.S. Army in GERMANY》 (영어). 2023년 7월 17일에 확인함.
- “8th Logistical Command”. 《U.S. Army in GERMANY》 (영어). 2023년 7월 17일에 확인함.